# Nathaniel B. Borden

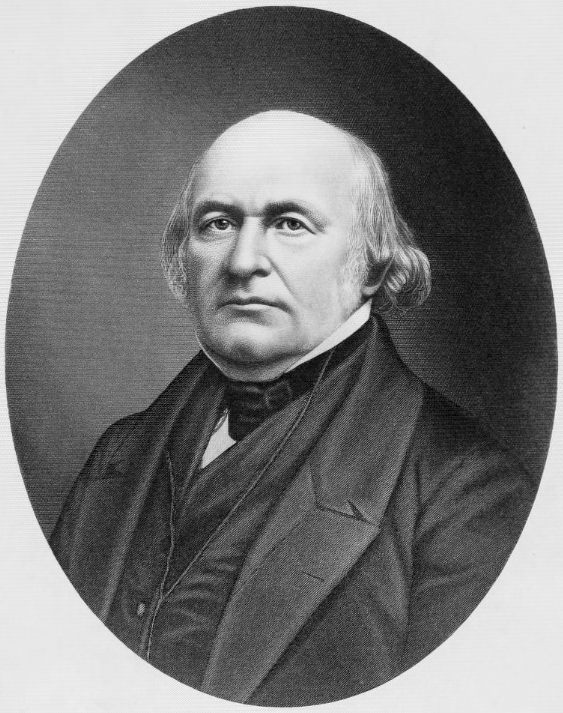
Nathaniel B. Borden

Nathaniel Briggs Borden (* 15. April 1801 in Fall River, Massachusetts; † 10. April 1865 ebenda) war ein US-amerikanischer Politiker. Zwischen 1835 und 1843 vertrat er zweimal den Bundesstaat Massachusetts im US-Repräsentantenhaus.

## Werdegang
Nathaniel Borden besuchte die Bezirksschule seiner Heimat und die Plainfield Academy in Connecticut. Später gründete er die Firma Pocasset Manufacturing Co. in seiner Heimatstadt Fall River. Gleichzeitig schlug er als Mitglied der Demokratischen Partei eine politische Laufbahn ein. In den Jahren 1831 und 1834 war er Abgeordneter im Repräsentantenhaus von Massachusetts. Bei den Kongresswahlen des Jahres 1834 wurde Borden im zehnten Wahlbezirk von Massachusetts in das US-Repräsentantenhaus in Washington, D.C. gewählt, wo er am 4. März 1835 die Nachfolge von William Baylies antrat. Nach einer Wiederwahl konnte er bis zum 3. März 1839 zwei Legislaturperioden im Kongress absolvieren. Im Jahr 1838 wurde er als Kandidat der Whig Party, der er inzwischen beigetreten war, nicht wiedergewählt.
Bei den Wahlen des Jahres 1840 wurde Borden als Kandidat seiner neuen Partei erneut im zehnten Distrikt seines Staates in den Kongress gewählt, wo er am 4. März 1841 Henry Williams wieder ablöste, der zwei Jahre zuvor sein Nachfolger geworden war. Bis zum 3. März 1843 konnte er eine weitere Amtszeit im US-Repräsentantenhaus verbringen. Diese Zeit war von den Spannungen zwischen Präsident John Tyler und den Whigs geprägt. Außerdem wurde damals bereits über eine mögliche Annexion der seit 1836 von Mexiko unabhängigen Republik Texas diskutiert.
Nach dem Ende seiner Zeit im US-Repräsentantenhaus setzte Nathaniel Borden seine politische Laufbahn auf Staatsebene fort. Zwischen 1845 und 1848 gehörte er dem Senat von Massachusetts an und im Jahr 1851 war er nochmals Abgeordneter im Repräsentantenhaus seines Staates. Von 1856 bis 1857 amtierte er als Bürgermeister in Fall River; im Jahr 1864 war er erneut Abgeordneter im Repräsentantenhaus von Massachusetts. Beruflich engagierte er sich im Bankgewerbe und im Eisenbahngeschäft. Borden wurde Präsident von zwei Banken in Fall River und der Fall River Railroad Co. Er starb am 10. April 1865 in seiner Heimatstadt.